# GetSimple CMS
GetSimple CMS ist ein freies Web-Content-Management-System mit dem primären Ziel, einfach und leicht zu benutzen zu sein. Es basiert auf der Programmiersprache PHP und verwendet XML-Dateien zur Speicherung der Inhalte. Als Flat-File-Content-Management-System steht es im Gegensatz zu anderer CMS-Software, die Datenbanken verwenden.

## Geschichte
GetSimple CMS wurde 2009 vom in Pittsburg in den USA ansässigen Webentwickler Chris Cagle geschaffen, der dem Projekt weiterhin als leitender Entwickler vorsteht. Eigenen Angaben zufolge schuf er GetSimple CMS aus dem Bedürfnis heraus, über ein CMS zu verfügen, das „so mächtig wie WordPress“, aber einfacher zu benutzen sei. Seitdem gehören weitere Entwickler fest zum GetSimple Team. Eine aktive Community steuert Plug-Ins, Übersetzungen und Themes bei.

## Beschreibung
GetSimple CMS wurde für kleinere Webseiten geschaffen. Die Zielgruppen des CMS sind Organisationen, Firmen und Privatpersonen, die eine kleine bis mittelgroße Webseite in der Größenordnung von 10 bis ungefähr 500 Seiten benötigen. Nach den Statistiken von W3C Tech wird das CMS von weniger als 0,1 % aller Webseiten verwendet. Der größte Markt ist bisher Tschechien.
Ein einfacher Installationsprozess (Kopieren der Dateien auf den Webserver und Start der Installationsroutine) ermöglicht das sofortige Arbeiten mit dem Programm. Einige Webhoster bieten das CMS bereits vorinstalliert an. Nach der Installation kann die Software mit zahlreichen Plug-Ins erweitert werden, mit denen der Funktionsumfang ausgebaut werden kann. Daneben stehen so genannte Themes für eine individuelle Gestaltung der Webseite zur Verfügung.
Die Geschwindigkeit ist sehr hoch, weil keine Datenbankabfragen nötig sind. Die Templates sind in reinem PHP angelegt und lassen sich bereits mit geringen PHP-Kenntnissen leicht anpassen.

## Rezeption
Eigenen Angaben zufolge wurde die Software 120.000 mal heruntergeladen (Stand März 2013). Das Magazin t3n ordnet GetSimple als „Kleinst-“ und „Minimal-CMS“ ein, lobt die Einfachheit und dennoch mögliche Erweiterbarkeit durch Plug-Ins. Der Autor des Artikels konstatiert, dass das Theming-Konzept von GetSimple zum intuitivsten gehöre, das er bisher gesehen habe. Das britische Magazin Computeractive hebt die Backupfunktion und die Einfachheit und Sauberkeit sowohl der Bearbeitungsoberfläche als auch der mitgelieferten Templates hervor. Das Contentmanager-Magazin widmet dem CMS eine ausführliche Vorstellung und nahm es 2012 neben TYPO3 und WordPress in einen Vergleich von 15 Open-Source-CMS auf. Hot Scripts zählte das CMS im Mai 2010 zu den zehn einfachsten und leichtgewichtigsten Skripten im Web, Design Shack zählt es unter 50 WordPress-Alternativen an achter Stelle auf. Auf der auf Demo-Installationen spezialisierten Seite OpenSourceCMS.com zählte GetSimple zu den 30 am häufigsten und besten bewerteten Systemen (Stand 2013).
Der deutschsprachigen Community wurde als einziger Sprache neben Englisch ein eigener Bereich im offiziellen Forum gewidmet.